# رایشس‌کومیساریات

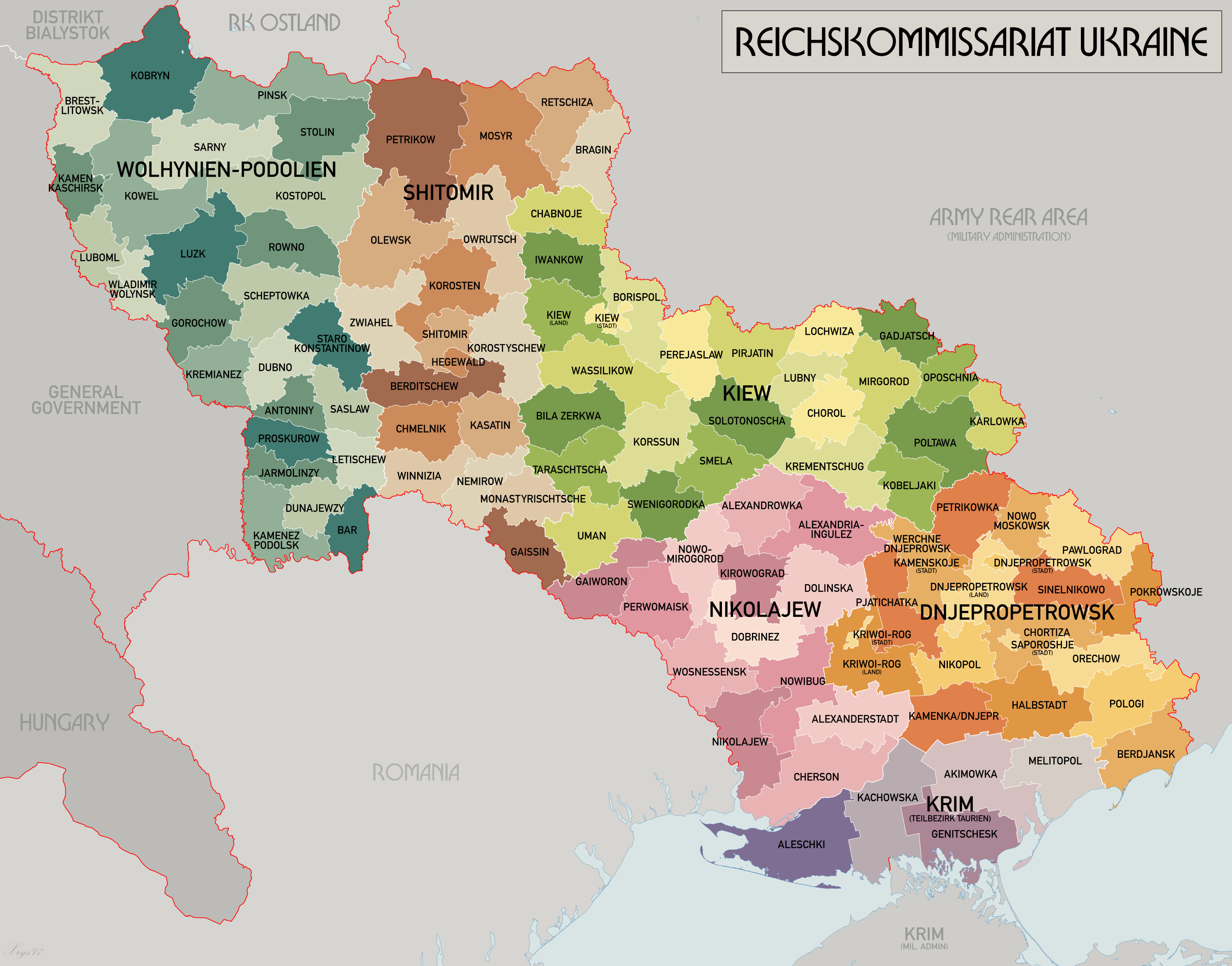
نقشه رایخس‌کومیساریات اوکراین، یکی از رایخس‌کومیساریات‌های تشکیل یافته توسط آلمان نازی

رایخس‌کومیساریات (به آلمانی: Reichskommissariat به معنای «کمیساریای رایش») نام آلمانی برای نوعی نهاد اداری بود که به سرپرستی یک مقام دولتی معروف به رایخس‌کومیسار اداره می‌شد.
اگرچه بسیاری از این دفاتر مختلف در دوره امپراتوری آلمان و نازی‌ها در زمینه‌های مختلف (از زیرساخت‌های عمومی و آمایش سرزمین تا پاک‌سازی قومی) وجود داشته‌اند، اما از این عنوان معمولاً برای اشاره به سازمان اداری شبه‌استعماری ایجاد شده توسط نازی‌ها در چندین کشور اروپای اشغالی طی جنگ جهانی دوم بهره گرفته می‌شود. این نهادها اگرچه از نظر حقوقی در خارج از رایش آلمان مستقر بودند، اما مستقیماً توسط مقام‌های عالی مدنی آنها (رایخس‌کومیسارها) مدیریت می‌شدند، و رایخس‌کومیسارها به نوبه خود فرمانداران آلمانی و نمایندگان مستقیم گماشته شده از سوی آدولف هیتلر بر سرزمین‌های تعیین شده خود بودند.
تشکیل این تشکیلات اداری اهداف گوناگونی را دنبال می‌کرد. آن‌هایی که در اروپای غربی و شمالی تأسیس یا برنامه‌ریزی شده بودند به‌طور کلی به عنوان بخشی از مرحله انتقالی برای ادغام آینده کشورهای گوناگون ژرمنی خارج از آلمان پیش از جنگ در یک کشور گسترش‌یافتهٔ نازی در نظر گرفته شده بودند. همتایان شرقی آنها اما در درجه نخست اهداف استعماری و امپریالیستی داشتند و به عنوان بخشی از سیاست لبنسراوم برای استقرار آلمانی‌ها در آینده و نیز بهره‌برداری از منابع طبیعیشان عمل می‌کردند.